# 凍結伊朗資產
凍結伊朗資產是指伊朗在國外被凍結的資產。伊朗在國外被凍結的資產總額估計在1000亿美元至1200亿美元之间。  其中有近20亿美元的资产被美国冻结。  根據國會研究處的說法，伊朗被冻结的资产除了位於外国银行账户中的资金外，还包括不動產等财产。 除了美國外，伊朗的部分國外资产還被联合国冻结。 

## 背景
1979年，伊朗伊斯蘭革命以及伊朗人质危机爆發，美国总统吉米·卡特宣佈凍結伊朗資產。這也是美國首次凍結伊朗資產。之後美国又终止了与伊朗的外交关系，並下令禁止从伊朗进口石油。